# Секунд и товарищи
Секунд со товарищи (умерли в 357 году) — святые мученики Александрийские. День памяти — 21 мая.
Святой Секунд был священником в Александрии Египетской. С большинством своих прихожан он был предан смерти арианами во время их господства в Восточной Церкви. Ариане были ревностными сторонниками узурпатора Георгия, в ту пору патриарха Александрийского, занимавшего кафедру во время изгнания святого Афанасия.